# 簡立喆
簡立喆（英語：Liza Chien，1978年6月11日—），台灣新聞主播、主持人，畢業於美國愛默生學院整合行銷傳播學碩士。前東森新聞台、ETtoday新聞雲主播、節目主持人及製作人，為台灣專訪過最多國際名人的雙語主播。
被網友封為「最專業電影主播」。因長達8年擔任東森夜間新聞主播而有「東森阿信主播」稱號；也因多年飼養稀有色特寵「龍貓（栗鼠）」、以及斜槓寵物溝通師身分被稱為「龍貓主播」；為台灣專訪過最多國際名人的雙語主播。
現任愛國者科技集團策略長兼發言人，社群網站頻道曾獲選台灣十大深度影評YouTuber排名第五名。現任世新大學新聞系講師，並同步跨足影劇圈，客串Netflix華語原創影集模仿犯出演新聞主播。

## 學歷
- 世新大學新聞學系學士
- 美國愛默生學院整合行銷傳播學碩士

## 經歷
- 漢聲廣播電台主持人
- 東森美洲電視台駐洛杉磯/好萊塢特派員、主播、主持人、製作人
- 東森新聞台生活中心記者、娛樂中心記者、氣象主播、主播、主持人
- 東森亞洲新聞台主播、主持人、製作人
- ETtoday新聞雲資深主播、主持人、製作人

## 發展過程
簡立喆從小喜愛藝術，專長音樂、舞蹈和戲劇。國小三年級擔任漢聲廣播電台兒童節目《妙妙世界》主持人，並獲得第25屆廣播金鐘獎兒童節目獎。大學時，選擇就讀世新大學新聞系，也開始接觸模特兒及主持工作。同時，簡立喆也擔任過各時尚雜誌與封面活動主持人。
2003年，簡立喆取得美國碩士學位後，以第一名考進位於美國洛杉磯的東森美洲電視，擔任好萊塢特派員，開始製作兼主持好萊塢相關的娛樂節目，並成為美國電影協會的會員。2005年回到台灣東森新聞台，開始製作並主持台灣第一個帶狀娛樂新聞《EZ新聞》，以及主持美食新聞節目《嚐鮮Let's go!》。
2007年曾因結婚離開東森，2010年重返東森新聞台擔任專任主播，並多次專訪國際巨星、負責製作電影專題《星星打卡集》，同時撰寫《世界電影雜誌》專欄〈Liza的電影任意門〉。
2015年，簡立喆成立個人Youtube頻道《好選喆+ 電癮好選喆》（Top Movie Picks），以專訪國內外巨星、製作影評和生活分享為主；並於2021年獲選為台灣十大深度影評YouTuber排名第五。
2018年3月31日，簡立喆離開東森新聞台。4月加入網路媒體ETtoday新聞雲，擔綱網路節目「星光好選喆」主持人兼製作人，內容除影劇之外，還跨足汽車、生活財經科技、寵物與醫療健康等多領域。
2020年，被爆出罹患乳癌二期，勇敢承認已完成腫瘤切除、化療及放射性治療；期間因為掉髮副作用以假髮上工、繼續節目錄製，勇敢抗癌的精神鼓勵了不少癌症病友，並受邀擔任乳癌防治基金會演講人，分享抗癌過程。
2022年離開ETtoday新聞雲，加入綠能及智駕新創科技公司愛國者科技集團，擔任策略長兼發言人。
2020-2023年，因訪問電影《刻在你心底的名字》、《2020因為愛你》，尺度拿捏得宜的深度訪談被粉絲封為「BL屆訪問第一把交椅」。

## 家庭
- 外祖母賴碧霞（賴鸞櫻）為著名客家山歌歌后。
- 父親簡豐文為佛陀教育基金會創辦人。
- 母親趙麗雲曾任佛光大學校長、行政院體育委員會主任委員、立法委員、國家考試院委員。

## 軼聞
- 簡立喆受訪時曾說，令他印象最深刻的受訪者是花蓮的偏鄉老師王嘉納，因為王嘉納視孩子為珍寶，無怨無悔地為孩子付出，令簡立喆聽到都紅了眼眶[2]。

## 演出
電影
- 2014年，客串《痞子英雄2：黎明再起》。
- 2018年，客串《狂徒》。

電視劇
- 2020年，Netflix《誰是被害者》客串飾演記者。
- 2020年，Netflix《模仿犯 (2023年電視劇)》客串飾演新聞主播。

## 曾主播過或主持過的節目
| 時間             | 頻道                                    | 節目                       | 備註           |
| 廣播             |                                         |                            |                |
| 1987年前後       | 漢聲廣播電台                            | 《妙妙世界》               | 兒童主持人     |
| 電視             |                                         |                            |                |
| 2003年           | 東森新聞S台                             | 《全球好萊塢》             | 主持人兼製作人 |
| 2003年           | 東森新聞S台、東森美洲衛視、東森亞洲衛視 | 《EZ新聞》                 | 主持人         |
| 2003年           | 東森新聞S台                             | 《嚐鮮Let's go!》          | 主持人         |
| 2003年           | 超視、東森綜合台                        | 《樂活好正點》             | 主持人         |
| 2005年-2018年    | 東森綜合台、東森幼幼台                  | 《小小童樂會》（兒童節目） | 主持人         |
| 2005年-2018年    | 東森亞洲新聞台                          | 《寶島自由行 魅力遊台灣》  | 主持人         |
| 2005年-2018年    | 東森亞洲新聞台                          | 《精彩100年兩岸亮起來》    | 主持人         |
| 2005年-2018年    | 東森亞洲新聞台                          | 《東森亞洲新聞》           | 主持人         |
| 2005年─2018年3月 | 東森新聞台                              | 《夜貓子新聞》             | 主播           |
| 網路             |                                         |                            |                |
| 2018年─2022年    | ETtoday新聞雲、ETtoday星光雲            | 《星光好選喆》             | 主持人兼製作人 |
| 2018年─2022年    | ETtoday新聞雲、ETtoday星光雲            | 《玩車好選喆》             | 主持人兼製作人 |
| 2018年─2022年    | ETtoday新聞雲、ETtoday星光雲            | 《雲端保健室》             | 主持人兼製作人 |
| 2015年11月─至今  | YouTube網站                             | 《電癮好選喆》             | 主持人         |

## 外部連結
- 簡立喆主播的Facebook專頁
- 簡立喆的Instagram帳戶
- YouTube上的好選喆+ 電癮好選喆頻道